# 정확도와 정밀도
정확도(正確度, accuracy)는 과학, 산업, 공업, 통계학 분야에서 측정하거나 계산된 양이 실제값과 얼만큼 가까운지를 나타내는 기준이며, 관측의 정교성이나 균질성과는 무관하다. 그러나 착오와 정오차가 제거된 경우, 정밀도를 정확도의 척도로 사용할 수 있다. 왜냐하면 현실적으로는 실제값을 정확하게 알 수 없기 때문이다.
정확도와 밀접한 관계가 있는 정밀도(精密度, precision)는 여러 번 측정하거나 계산하여 그 결과가 서로 얼만큼 가까운지를 나타내는 기준이다. 관측의 균질성을 나타내며, 관측된 값의 편차가 적을수록 정밀하다. 정밀도는 관측 과정과 우연 오차와 밀접한 관계를 가지며, 관측장비와 관측방법에 크게 영향을 받는다. 여기서 우연 오차는 까닭이 뚜렷하지 않은 오차이며 최소 제곱법에 따른 확률 법칙에 따라 추정할 수 있다.
계산, 측정된 값이 정확도는 높아도 정밀도가 낮은 경우도 있고, 거꾸로 정밀도가 높지만 정확도가 낮은 경우도 있다. 물론, 둘 다 낮거나 둘 다 높을 수도 있다.

## 같이 보기
- 오차
- 편향

## 참고 문헌
- 이재기; 최석근; 박경식; 정성혁 (2013). 《측량학1》 2판. 형설출판사.